# یک شانس (فیلم)
یک شانس (انگلیسی: One Chance) یک فیلم در ژانر کمدی-درام و زندگی‌نامه‌ای به کارگردانی دیوید فرانکل است که در سال ۲۰۱۳ منتشر شد.

## بازیگران
- الکساندرا روچه
- کالم مینی
- جمایما روپر
- جولی والترز
- مکنزی کروک
- جیمز کوردن
- تریستان گرول
- والریا بیللو